# Invazija (2007.)
Invazija je znanstvenofantastični triler iz 2007. u kojem glavne uloge tumače Nicole Kidman i Daniel Craig. Režirao ga je Oliver Hirschbiegel, a dodatne su scene napisali Lana i Andy Wachowski, koje je režirao James McTeigue.
Invazija je četvrta adaptacija romana Kradljivci tijela iz 1955. autora Jacka Finneya, nakon Invazije tjelokradica Dona Siegela iz 1956., istoimene nove verzije Philipa Kaufmana iz 1978., i  Kradljivaca tijela Abela Ferrare iz 1993.